# NGC 43
NGC 43は、アンドロメダ座に位置するレンズ状銀河である。直径は約27キロパーセク（8万8000光年）である。1827年11月11日にジョン・ハーシェルによって発見された。